# 實地調研

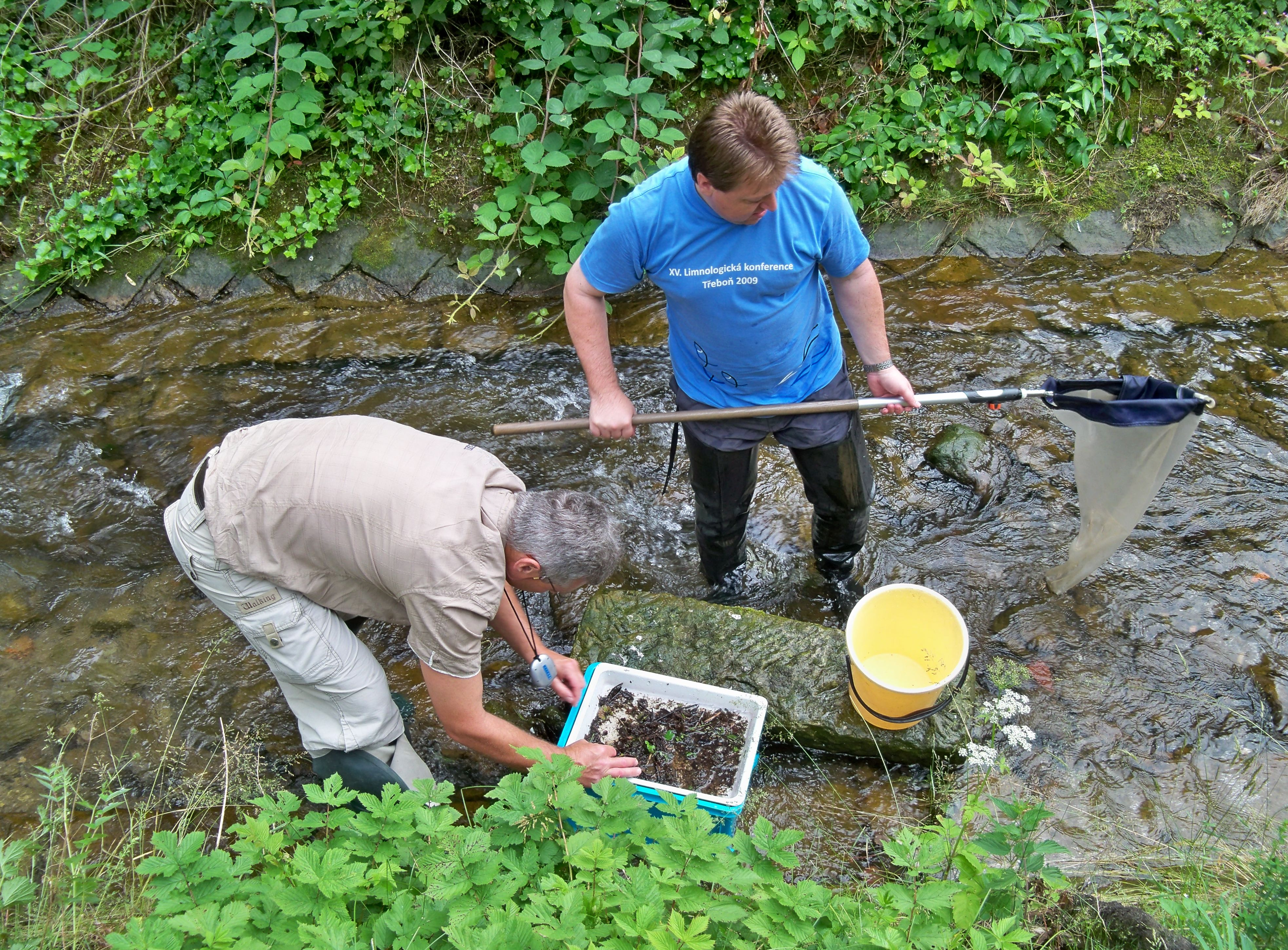
水生生物学家在德国一条小溪旁边进行实地考察，采集底棲动物样本

1993年，在漢他病毒實地研究期间，美国疾病控制与预防中心一位科学家从捕获的啮齿目动物身上采集样本

實地調研（field research），又稱實地研究（field study），為對於描述原始資料蒐集的概括術語，其所應用的領域包括民俗学、考古學、生物學、生態學、環境科學、地理學、地質學、地形學、地球物理學、古生物學、人類學、語言學、哲學、建築學以及社會學等自然或社會科學領域。與其他在實驗室准控制狀態下環境的研究相比，實地調查主要於野外實地進行。
根據研究對象的生亡與否，以及它們的存在地點位於居住棲息地或埋於土下，實地調查的實質內容也會有所差別。化石與考古遺址的發掘均包含實地工作，其他如訪問或觀察人們以學習他們的語言、民俗、和他們的社會結構等過程也都包含在內。某些狀況，尤其是研究的主題為人類本身的時候，工作的擬定必須再經過設計，以避免觀察者效應或是過度理論化、過於理想化該實質文化活動的風險。

## 野外調查的項目
- 採訪記錄
- 拍攝記錄
- 翻製記錄
- 整理消化